# Xenochlora nigrofemorata
Xenochlora nigrofemorata är en biart som först beskrevs av Smith 1879.  Xenochlora nigrofemorata ingår i släktet Xenochlora och familjen vägbin. Inga underarter finns listade i Catalogue of Life.